# Braunfels (Hessen)

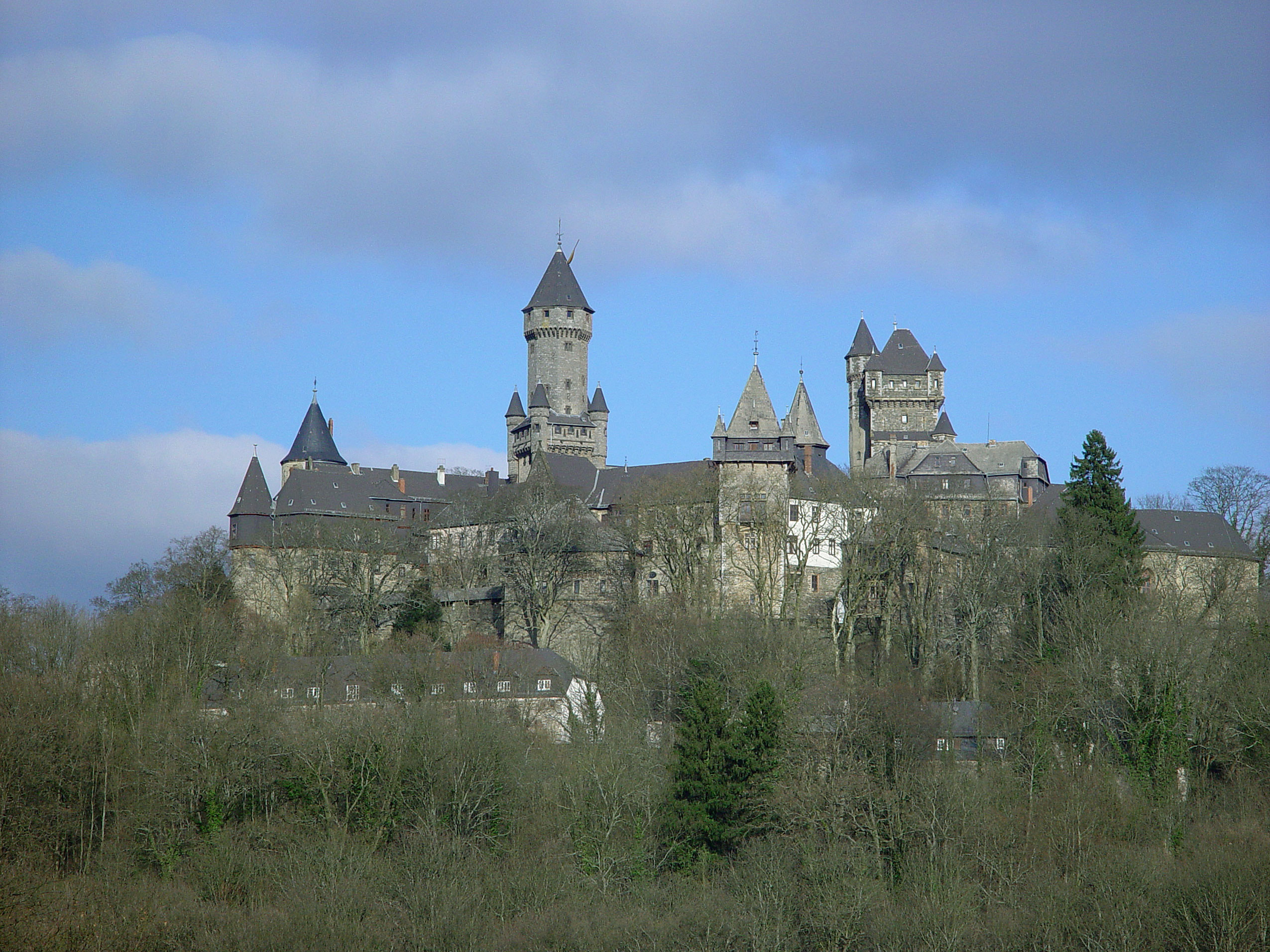
Slot Braunfels

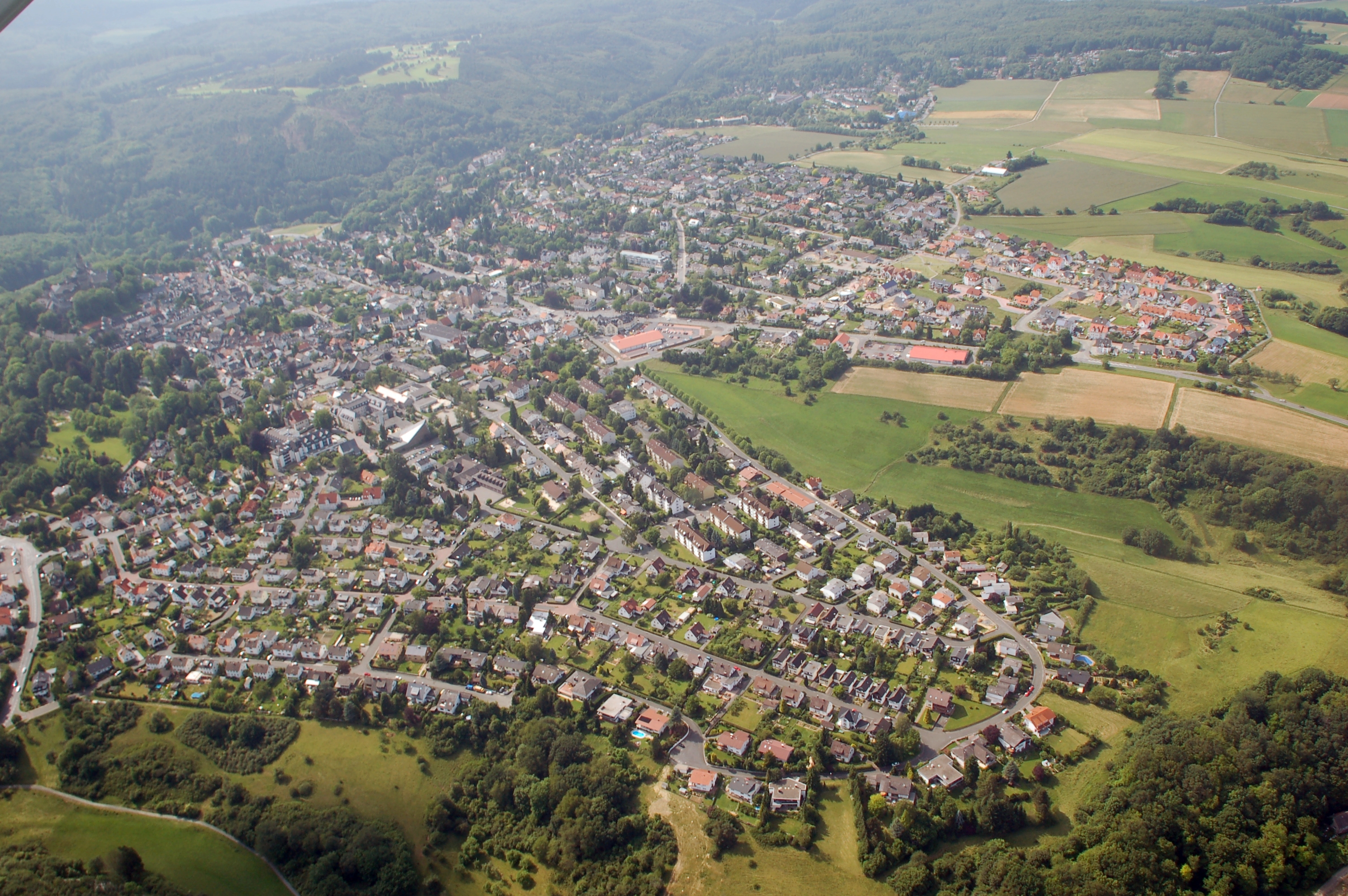
Luchtfoto in 2007

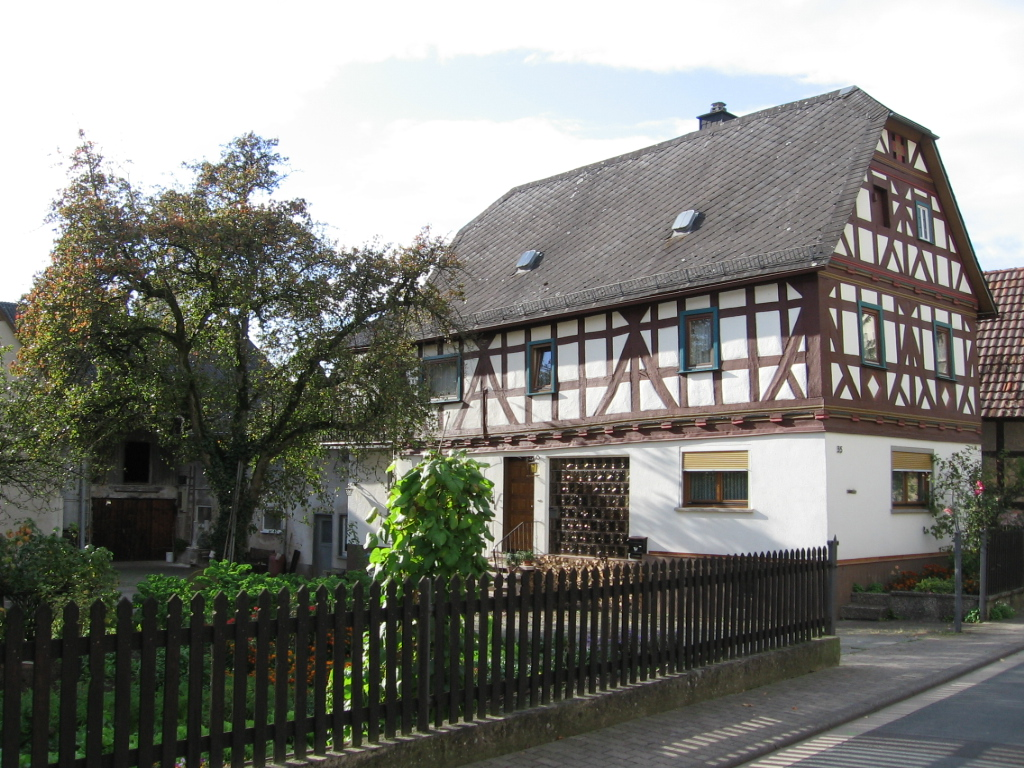
Vakwerkhuis in het stadsdeel Bonbaden

Braunfels is een stad in de Duitse deelstaat Hessen, gelegen in de Lahn-Dill-Kreis. De stad telt 11.007 inwoners. Naburige steden zijn Leun, Solms, Schöffengrund en Waldsolms. Wetzlar, de hoofdstad van het district, ligt 5 km oostelijker.

## Geschiedenis
Braunfels wordt samen met het kasteel Slot Braunfels in 1246 voor het eerst genoemd en heeft sinds 1607 stadsrechten. Sinds 1972 vormt Braunfels met de omliggende dorpen Altenkirchen, Bonbaden, Neukirchen, Philippstein en Tiefenbach één gemeente.
Er is een indirecte link tussen het Nederlands Koninklijk Huis en Braunfels. De echtgenote van Frederik Hendrik van Oranje en moeder van stadhouder Willem II van Oranje-Nassau, Amalia van Solms, is in 1602 geboren in Braunfels en is telg van het geslacht Solms-Braunfels, die het kasteel in Braunfels bewoonde. Daar Willem III van Oranje-Nassau, de kleinzoon van Amalia van Solms, kinderloos is gebleven, is deze tak reeds uitgestorven.

## Geboren
- Johan Albrecht I van Solms-Braunfels (1563–1623), graaf van Braunfels
- Frederik IV van Hessen-Homburg (1724–1751), landgraaf van Hessen-Homburg
- Friedrich Ludwig Mallet (1792–1865), gereformeerde predikant
- Ewald von Kleist (1881-1954), veldmaarschalk

## Zustergemeenten
- Bagnols-sur-Cèze in Frankrijk,
- Eeklo in België,
- Feltre in Italië,
- Kiskunfélegyháza in Hongarije,
- New Braunfels in Texas, Verenigde Staten,
- Newbury in Berkshire in het Verenigd Koninkrijk en
- Rohrmoos-Untertal in Oostenrijk.

Het gemeenschapshuis Haus des Gastes in het centrum van Braunfels staat in het teken van deze samenwerking.
Aßlar · Bischoffen · Braunfels · Breitscheid · Dietzhölztal · Dillenburg · Driedorf · Ehringshausen · Eschenburg · Greifenstein · Haiger · Herborn · Hohenahr · Hüttenberg · Lahnau · Leun · Mittenaar · Schöffengrund · Siegbach · Sinn · Solms · Waldsolms · Wetzlar